# Hypoderma euphorbiae
Hypoderma euphorbiae är en svampart som tillhör divisionen sporsäcksvampar, och som först beskrevs av Rehm, och fick sitt nu gällande namn av John Axel Nannfeldt. Hypoderma euphorbiae ingår i släktet Hypoderma, och familjen Rhytismataceae. Arten är reproducerande i Sverige.